# Krystian Waksmundzki
Krystian Andrzej Bolesław Waksmundzki (ur. 19 sierpnia 1940 w Krakowie) – Komendant Naczelny Związku Legionistów Polskich, Komendant Główny Federacji Polskich Związków Obrońców Ojczyzny, specjalista w dziedzinie sozologii, historyk.

## Życiorys
W latach 1958–1963 studiował na Uniwersytecie Jagiellońskim na wydziale geografii. Od 1979 członek Związku Legionistów Polskich, od tegoż roku, członek Komendy Naczelnej Związku. W 1983 mianowany I. Zastępcą Komendanta Naczelnego. W 1993 wybrany na stanowisko Komendanta Naczelnego ZLP.
W grudniu 2008 wybrany został na stanowisko Komendanta Głównego Federacji Polskich Związków Obrońców Ojczyzny. Przewodniczący Naczelnego Obywatelskiego Komitetu Uczczenia Pamięci Marszałka Edwarda Śmigłego-Rydza. Organizator – obok Zofii Korczyńskiej – krakowskiego Muzeum Czynu Niepodległościowego, aktualnie pełni funkcje Przewodniczącego Rady Muzeum.
Obok dra Romana Łazarskiego i Legionistów, Krystian Waksmundzki był głównym inicjatorem uratowania krakowskiego Kopca Józefa Piłsudskiego na Sowińcu. Był współzałożycielem Komitetu Opieki nad Kopcem Józefa Piłsudskiego i jego pierwszym Prezesem (w latach 1980–1998).
Ponadto z jego inicjatywy Kopiec Józefa Piłsudskiego oraz Dom im. Józefa Piłsudskiego na krakowskich Oleandrach zostały wpisane do rejestru zabytków, a także przywrócone zostały niektóre historyczne nazwy ulic Krakowa i tablice pamiątkowe.
Dnia 27 listopada 2017 ówczesny minister obrony narodowej Antoni Macierewicz nadał Waksmundzkiemu stopień majora Wojska Polskiego w uznaniu zasług za wykonywanie zadań na rzecz obronności państwa.

## Sprawa buławy Edwarda Śmigłego-Rydza
W 1994 wypożyczył ze skarbca klasztoru jasnogórskiego buławę Marszałka Edwarda Śmigłego-Rydza i pamiątkową szablę Marszałka Józefa Piłsudskiego. W związku z nieoddaniem pamiątek w uzgodnionym terminie, paulini zgłosili sprawę organom ścigania. W 1999 Sąd Rejonowy w Krakowie, po przesłuchaniu 39 świadków, skazał Krystiana Waksmundzkiego na dwa lata więzienia w zawieszeniu. Ponieważ Waksmundzki odmówił zwrotu zagarniętych zabytków, sąd odwiesił wyrok. W czerwcu 2001 Waksmundzki miał rozpocząć odbywanie kary, ze względów na zły stan zdrowia został osadzony dopiero w listopadzie 2001. Po odbyciu roku kary został ułaskawiony przez Prezydenta RP, Aleksandra Kwaśniewskiego. Buława i szabla nie wróciły na Jasną Górę i nie wiadomo gdzie się znajdują.